# Þórðarhöfði
Þórðarhöfði är en klippa i republiken Island.   Den ligger i regionen Norðurland vestra, i den nordvästra delen av landet, 230 km nordost om huvudstaden Reykjavík.
Terrängen inåt land är kuperad österut, men västerut är den platt. Havet är nära Þórðarhöfði västerut.  Trakten runt Þórðarhöfði är nära nog obefolkad, med mindre än två invånare per kvadratkilometer. Närmaste större samhälle är Hofsós, 6,8 km söder om Þórðarhöfði.